# Tianjin Sanfeng Minibus
Tianjin Sanfeng Minibus Co. Ltd., zuvor Tianjin Tram Repair and Manufacturing Factory und Tianjin Bus Works, bzw. Sanfeng Minibus Co. Ltd. war ein Hersteller von Kraftfahrzeugen aus der Volksrepublik China.

## Unternehmensgeschichte
Das Unternehmen aus Tianjin hieß bis 1950 Tianjin Tram Repair and Manufacturing Factory und danach Tianjin Bus Works. 1956 begann die Produktion von Omnibussen und 1965 die von Kleinbussen, die zunächst als Tianjin vermarktet wurden. In den 1980er und 1990er Jahren lautete der Markenname Sanfeng. 1993 erfolgte die Umbenennung in Tianjin Sanfeng Minibus Co. Ltd. Eine andere Quelle nennt die Firmierung Sanfeng Minibus Co. Ltd. 1995 entstanden auch Personenkraftwagen. Zeitweise beschäftigte das Unternehmen 3500 Mitarbeiter. 2002 schloss sich das Unternehmen mit Tianjin Special Purpose Vehicles Work zu Tianjin Meiya zusammen. Die Verbindung zu Tianjin Group Meiya Auto ist unklar.

## Fahrzeuge
Der Kleinbus Tianjin TJ 620 erschien 1965 und hatte zehn Sitze.
Der Pkw Sanfeng TJ 6360 basierte auf einer Plattform von Xiali. Es handelte sich um einen zweitürigen Kombi. Die Länge betrug 360 cm. Ein Motor mit 843 cm³ Hubraum trieb die Fahrzeuge an.